# José Emilio Guerra
José Emilio Guerra Rodríguez (Vélez, 15 maart 1982) is een Spaans voetballer. Hij speelt sinds 2010 als aanvaller bij Benidorm CF.
Guerra begon als voetballer bij Palamós CF. Vervolgens speelde hij bij CD Linares, CE Sabadell, Granada CF en Real Zaragoza B. Met Zaragoza B werd hij in het seizoen 2006/2007 kampioen van de grupo 17 van de Tercera División, maar promotie werd in de play-offs niet behaald. De aanvaller maakte dat seizoen 41 doelpunten. In augustus 2007 werd Guerra gecontracteerd door FC Barcelona, waar hij in het seizoen 2007/2008 in het tweede elftal speelde. Bovendien debuteerde de aanvaller op 5 september 2007 in het eerste elftal. In de halve finale van de Copa de Catalunya tegen Girona FC startte Guerra in de basis. Tijdens de tweede speelronde van de Tercera División 2007/2008 maakte hij tegen CF Balaguer zijn eerste competitiedoelpunt voor Barça B. Met dit team werd hij 2008 kampioen van de Tercera División Grupo 5. Guerra eindigde het seizoen als topscorer van het elftal. Na conflict met trainer Luis Enrique nadat hij te laat terugkeerde van vakantie en zich onvoldoende inzette op de trainingen, vertrok Guerra in augustus 2008 naar Atlético Madrid B. Het seizoen 2009/10 vatte hij aan bij CF Atlético Ciudad maar gedurende de tweede seizoenshelft kwam hij uit voor CD Castellón. Sinds juli 2010 speelt hij bij Benidorm CF.

## Statistieken
| seizoen    | club              | land   | competitie                 | wed. | goals |
| ---------- | ----------------- | ------ | -------------------------- | ---- | ----- |
| 2006/07    | Real Zaragoza B   | Spanje | Tercera División Grupo 17  | ??   | 41    |
| 2007/08    | FC Barcelona B    | Spanje | Tercera División Grupo 5   | 26   | 16    |
| 2008/09    | Atlético Madrid B | Spanje | Segunda División B Grupo 1 | 0    | 0     |
| Bijgewerkt | 14-08-2008        |        |                            |      |       |